# Elina Salo
Aino Elina Salo (ur. 9 marca 1936) – fińska aktorka filmowa i głosowa.
Dubbingowała głos Małej Mi do fińskiej wersji językowej Muminków.

## Wybrana filmografia

### Role filmowe
- 1990: Dziewczyna z fabryki zapałek
- 1996: Dryfujace obłoki jako Rouva Sjöholm
- 2002: Człowiek bez przeszłości jako Dock Clerk
- 2011: Człowiek z Hawru jako Claire

### Role głosowe
- 1990–1991: Muminki jako Mała Mi
- 1992: Kometa nad Doliną Muminków jako Mała Mi

## Nagrody i odznaczenia
- 1987: Order Lwa Finlandii[1]
- 2009: Komandor Orderu Sztuki i Literatury[2]
- 2012: Nagroda Jussi za życiowe osiągnięcia w przemyśle filmowym (fiń. Betoni-Jussi elämäntyöstä)[3]